# Bencullagh
Bencullagh är ett berg i republiken Irland.   Det ligger i grevskapet County Galway och provinsen Connacht, i den västra delen av landet, 240 km väster om huvudstaden Dublin. Toppen på Bencullagh är 635 meter över havet, eller 168 meter över den omgivande terrängen. Bredden vid basen är 1,5 km.
Terrängen runt Bencullagh är huvudsakligen kuperad, men åt sydväst är den platt.Runt Bencullagh är det mycket glesbefolkat, med 2 invånare per kvadratkilometer. Närmaste större samhälle är Clifden, 10,0 km väster om Bencullagh. Trakten runt Bencullagh består i huvudsak av gräsmarker.